# Korunní
Korunní (německy Krondorf) je malá vesnice, část obce Stráž nad Ohří v okrese Karlovy Vary v Karlovarském kraji. Nachází se asi dva kilometry severovýchodně od Stráže nad Ohří. Je zde evidováno 24 adres. V roce 2011 zde trvale žilo 47 obyvatel.
Korunní je také název katastrálního území o rozloze 1,41 km². V katastrálním území Korunní leží i Kamenec.

## Název
Historický název vesnice Krondorf může znamenat korunní ves (vesnice založená na královském majetku), nebo podle starších výkladů může být odvozen z německého slova Kranich či ze středně německého slova krane (v obou případech s významem jeřáb). V historických pramenech se název objevuje ve tvarech: Crondorf (1460), Krondorffie (1488), Krondorff (1593, 1629) a Krondorf (1787).

## Historie
První písemná zmínka o vesnici pochází z roku 1460.

## Obyvatelstvo
Při sčítání lidu v roce 1921 zde žilo 205 obyvatel (z toho 97 mužů), kteří byli až na šest cizinců německé národnosti. Kromě pěti evangelíků byli členy římskokatolické církve. Podle sčítání lidu z roku 1930 měla vesnice 199 obyvatel: tři Čechoslováky a 196 Němců. Všichni se hlásili k římskokatolické církvi.
| Rok            | 1869 | 1880 | 1890 | 1900 | 1910 | 1921 | 1930 | 1950 | 1961 | 1970 | 1980 | 1991 | 2001 | 2011 | 2021 |
| -------------- | ---- | ---- | ---- | ---- | ---- | ---- | ---- | ---- | ---- | ---- | ---- | ---- | ---- | ---- | ---- |
| Počet obyvatel | 186  | 147  | 157  | 157  | 207  | 205  | 199  | 123  | 125  | 80   | 75   | 79   | 54   | 54   | 39   |
| Počet domů     | 21   | 24   | 34   | 34   | 30   | 33   | 36   | 41   | 41   | 17   | 13   | 21   | 26   | 25   | 22   |

## Obecní správa
Při sčítání lidu v letech 1869–1890 Kamenec byl osadou obce Okounov v okrese Kadaň. V letech 1900–1950 byl samostatnou obcí v okrese Kadaň. Od roku 1960 je částí obce Stráž nad Ohří v okrese Karlovy Vary. V letech 1900–1950 k obci patřil Kamenec.